# 伊索內

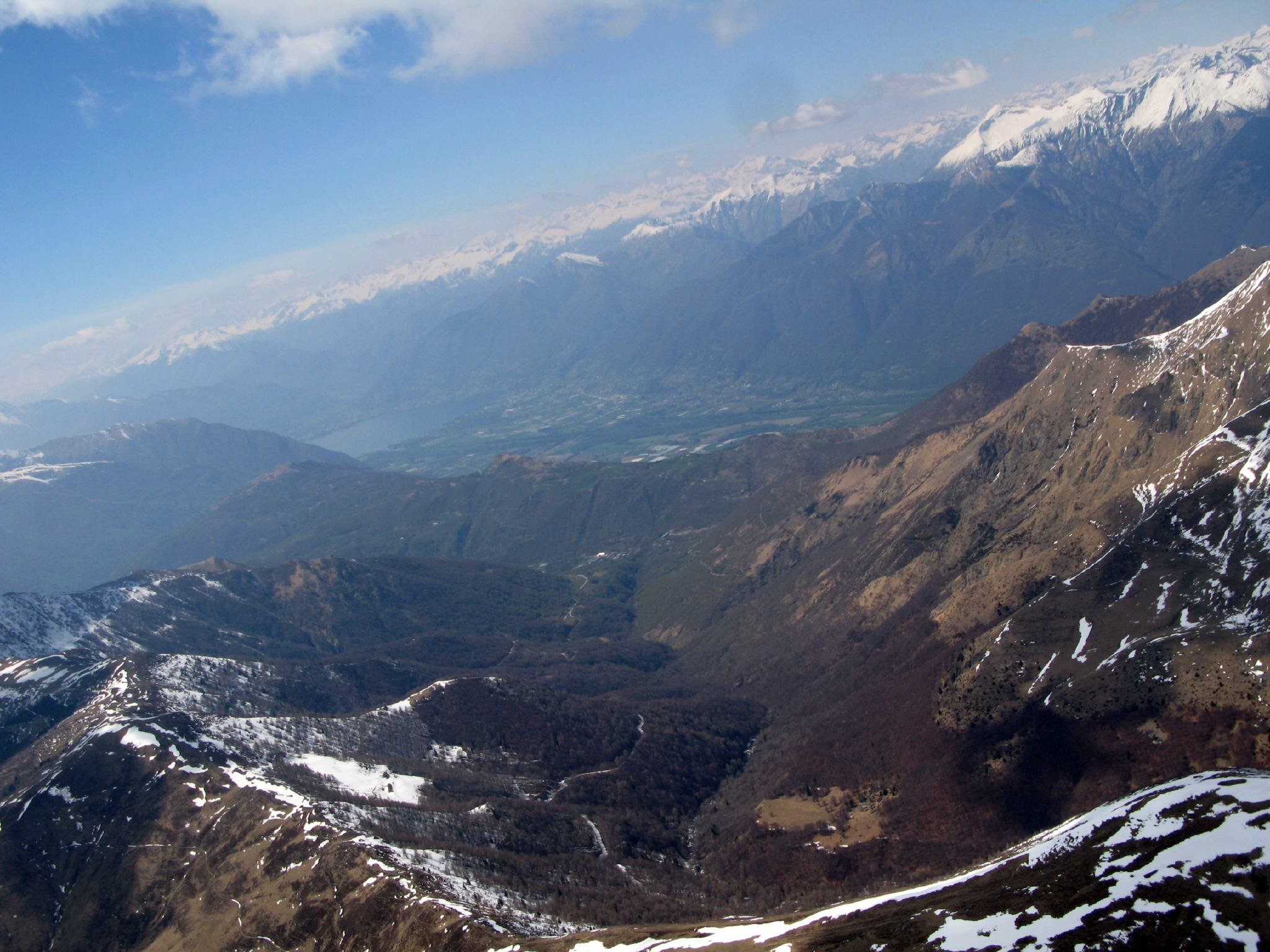

伊索內是瑞士的城鎮，位於該國南部，由提契諾州負責管轄，面積12.82平方公里，海拔高度748米，2011年人口384，八成半人口信奉羅馬天主教，人口密度每平方公里30人。